# Ivan Senekovič
Ivan Senekovič, slovenski pravnik in uradnik, * 10. december 1884, Zimica, † 29. september 1956, Maribor.
Znan je kot prvi slovenski policijski komisar mesta Maribor in Maistrov sodelavec.

## Življenjepis
Rodil se je očetu Martinu in materi Mariji (rojena Laufer). Trirazredno osnovno šolo je obiskoval v bližnji Koreni, leta 1905 maturiral v Mariboru ter vpisal študij prava v Gradcu. V doktorja prava je promoviran leta 1910. Od decembra 1909 do konca oktobra 1918 je služboval pri policijski direkciji v Trstu. V zakonu s soprogo Milo, Primorko iz Črnega Kala se jima je rodila hči Aleksandra (rojena leta 1912, kasneje poročena Šaban in živeča v Zagrebu) ter sin Sergej (rojen 1917, po vojni politično preganjan zaradi vezi z emigracijo, umrl leta 1963 v zaporu).
Ob Maistrovem prevzemu oblasti v Mariboru mu je le ta zaupal mesto policijskega komisarja in s tem postal eden njegovih najožjih sodelavcev. Ob nasilnih nemških demonstracijah 27. januarja 1919 v Mariboru je bil napaden in lažje poškodovan. S svojim angažiranim delom je poskrbel, da se je uprava v mestu relativno hitro poslovenila. Leta 1922 je bil premeščen v Celje, od tam pa kot okrajni načelnik v Sombor ter kasneje v Novo Gradiško. Leta 1933 se je vrnil v Maribor za načelnika obmejnega okraja Maribor – levi breg. Kot načelnik se je zavzemal za izboljšanje materialnih in prosvetnih razmer ob meji (npr. obnovo vodovoda pri Duhu na Ostrem vrhu, cest, šole na Gradišču …). S spremembo političnih razmer je bil leta 1935 predčasno upokojen. Med nacistično okupacijo je bil izseljen v Srbijo (Mladenovac), preostanek vojne kasneje preživi v Logatcu. Po osvoboditvi se junija 1945 vrne v Maribor, kjer je do konca istega leta zaposlen kot pravni referent pri gradbenem oddelku okrožnega odbora Osvobodilne fronte. Bil je vnet ribič in lovec; do svoje smrti je tajnik Okrajne lovske zveze v Mariboru, hkrati pa lovski predavatelj in član lovskih izpitnih komisij. Pokopan je na pobreškem pokopališču v Mariboru.